# Jaroslav Debef
Jaroslav Debef (9. října 1925 Křtiny – 29. února 2012 Lichnov) byl český lékař zabývající se akupunkturou ušního boltce (aurikuloterapií /AT/ a aurikulomedicínou /AM/). Je autorem knihy Aurikuloterapie v řádu a praxi (2011), Aurikuloterapie/ Toulky řádem a Aurikulotherapie/ Praxe.

## Biografie
Narodil se 9. října 1925 ve Křtinách. Po promoci na Lékařské fakultě Masarykovy univerzity v Brně (1950), vojenské základní službě (1950–1956) a krátké praxi, byl 26 let závodním lékařem n. p. KOTOUČ Štramberk. Od 50 let se začal věnovat akupunktuře, později aurikulomedicíně.

## Lékařská praxe
Byl lékařem, propagátorem a školitelem. Své názory shrnul v knize Aurikuloterapie v řádu a praxi ve které je Řád představován jako základní a medicína a jako jeden z prostředků k jeho naplnění. Zemřel v ústraní svého ranče v Beskydech 29. února 2012.
První články o aurikuloterapii publikoval již v roce 1982 v Praktickém lékaři, první monografie „Aurikuloterapie“ vznikla v roce 1982, ale nepřízní doby vyšla pouze časopisecky ve Službě zdravotníkům (1985–1986). V letech 1990 – 1993 byl místopředsedou ČLAS a jako zakladatel sekce AT při ČLAS v roce 1991 byl jejím předsedou až do roku 1995. Za jeho předsednictví narostl počet členů sekce AT na 220, byl přizván k  přednáškám dr. Y. Rouxevillem z Francie (spolupracovník Dr. P. Nogiera), organizoval první semináře o AT (1994 Praha, 1995 Olomouc). Byl školitelem akupunktury, čestným členem ČLS JEP, ČLAS, SAS a Čestným předsedou sekce AT. Vydal obsáhlou dvoudílnou monografii „Aurikuloterapie 1. Toulkyřádem“, „Aurikuloterapie 2. Praxe“(2002), která je   mimořádnou knihou i ve světovém měřítku. Nejvýznamnější jsou teze o  bazálním  stresu (s F. Párou), které vyšly v Německu, Francii, Izraeli nebo Japonsku.